# Слова Променистого ордену
Слова Променистого Ордену —  це епічний пригодницький фентезійний роман американського автора Брендона Сандерсона. Друга частина циклу "Хроніки Буресвітла". Брендон Сандерсон — знакова фігура сучасної американської фантастики. Він - номінант і володар кількох визначних премій, зокрема John W. Campbell Award за найкращий дебют, Hugo Award та David Gemmell Legend Award.

## Анотація
Важить життя, а не смерть. Важить сила, а не слабкість. Важить шлях, а не прибуття.

Кінець світу більше не примарний. Це реальність, яка невблаганно насувається. І кожному доведеться пройти доленосне випробування. Колишній раб Каладін кине виклик своїм упередженням, які стоять на заваді обов’язку. Спудейка Шаллан погляне в очі власним страхам, щоб розкрити свій потенціал. Убивця Сет зазирне під пелену брехні, що спонукала його до насильства. Та найтяжче завдання вготоване старому полководцеві Далінару. Чи зважиться він відродити Променистих лицарів, які вже раз відступилися від обітниць? Від цього рішення залежить майбутнє всього Рошару…

## Сюжет

### Інтерлюдії
1. ↑  Words of Radiance. Wikipedia (англ.). 22 січня 2025. Процитовано 24 січня 2025.